# Xenophage: Alien Bloodsport
Xenophage: Alien Bloodsport è un videogioco di tipo picchiaduro a incontri con mostruosi personaggi alieni, sviluppato per MS-DOS da Argo Games, e pubblicato da Apogee Software nel dicembre 1995. Nel novembre 2003 Apogee ha tolto il titolo dal catalogo, e il 24 aprile 2003 lo ha concesso come freeware.

## Modalità di gioco
Il gioco, che utilizza grafica renderizzata, supporta (tramite lo standard VESA) la modalità SVGA 640x480.

## Personaggi
- Mouth, proveniente dal pianeta Orus
- Nick, proveniente dalla Terra
- Toad, proveniente dal pianeta Zong
- Bat, proveniente dal pianeta Fleder
- Spike, proveniente dal pianeta SFPN-10
- Worm, proveniente dal pianeta Moreau's world
- Squid, proveniente dal pianeta Calamis
- Selena, proveniente dalla Terra
- Parasite, proveniente dal pianeta Bysmol
- Champion, proveniente dal pianeta Mallochia
- Grand Champion, provenienza sconosciuta
- Blarney (personaggio segreto)